# 694
Năm 694 là một năm trong lịch Julius.